# رود میزوری
رود میزوری (به انگلیسی: Missouri River) طولانی‌ترین رود در امریکای شمالی می‌باشد.  این رودخانه از کوه‌های راکی در مونتانای غربی سر چشمه می‌گیرد و به شمت شرق جریان می‌یابد. میزوری پس از طی ۲٬۳۴۱ مایل (۳٬۷۶۷ کیلومتر) در شمال سنت لویس به رود میسیسیپی می‌پیوندد. حوزه آبریز این رود منطقه‌ای کمتر مسکونی به وسعتی بیش از نیم میلیون مایل مربع می‌باشد که شامل بخش‌هایی از ده ایالت کشور آمریکا و دو استان از کشور کانادا می‌باشد. هنگامی که با پایین دست رود میسیسیپی تلاقی می‌کند چهارمین سیستم رودخانه دنیا را به وجود می‌آورد.
میزوری با حوضه آبریزی به مساحت ۵۲۹٬۳۵۰ مایل مربع (۱٬۳۷۱٬۰۰۰ کیلومتر مربع) تقریباً یک‌-ششم از منطقه ایالات متحده را در بر می‌گیرد. یا به تعبیر دیگر، اندکی بیش از ۵٪ قاره آمریکای شمالی تا سال ۱۹۹۰ میلادی، حوضه میزوری محل زندگی ۱۲ میلیون نفر بوده است. که شامل جمعیت‌هایی از ایالت نبراسکا، بخش هایی از ایالت کلرادو، آیووا، کانزاس، مینه‌سوتا، میسوری، مونتانا، داکوتای شمالی، داکوتای جنوبی و وایومینگ بوده است.
مری‌ودر لوئیس و ویلیام کلارک در سفری که به نام سفر اکتشافی لوئیس و کلارک مشهور است، در سال ۱۸۰۴ به اتفاق ۳۳ نفر و به کمک ۳ قایق و به عنوان نخستین اروپایی‌ها، تمام طول مسیر میزوری را پیمودند. نقشه‌هایی که این دو مکتشف به ویژه از مناطق شمال‌غربی ترسیم کردند، اساس کار کاوشگران و مهاجران آینده گردید. آنها همچنین ضمن مذاکره با بسیاری از قبایل بومی منطقه، گزارش‌های گسترده‌ای در مورد آب و هوا، محیط زیست و زمین‌شناسی منطقه نوشتند. بسیاری از نام‌های امروزی در حوضه میزوری، متأثر از همان اسامی و نام‌های دوران سفر اکتشافی لوئیس و کلارک است.

## نگارخانه

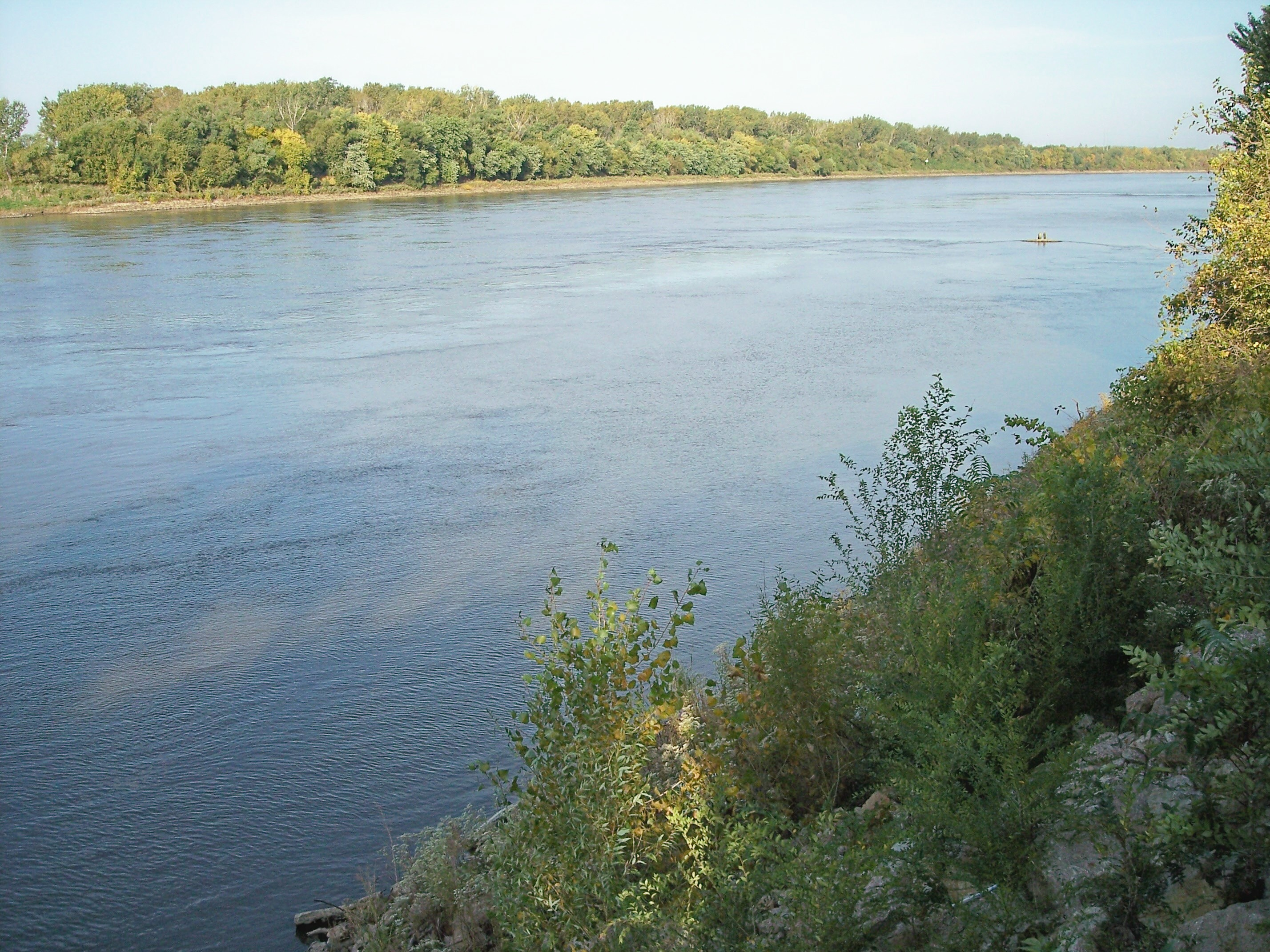
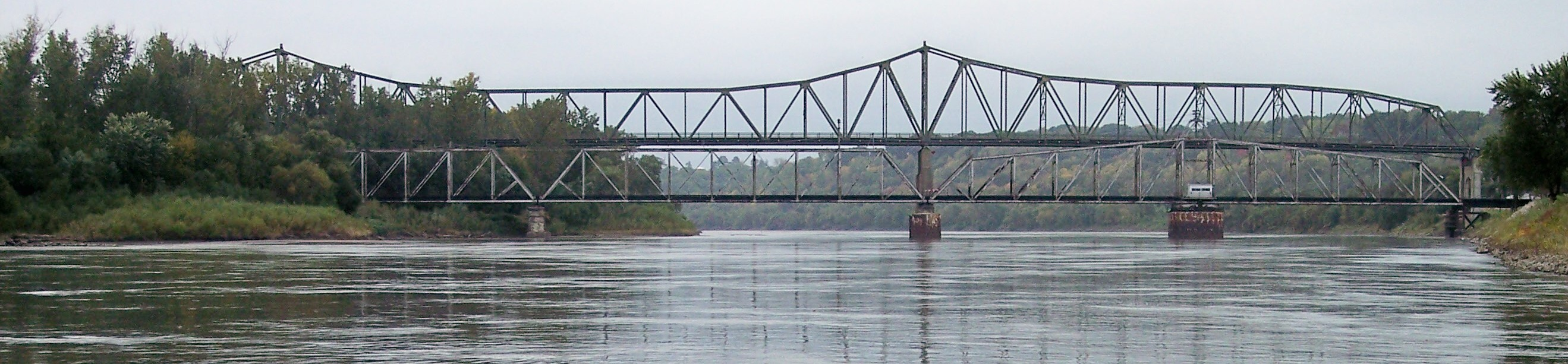
نمایی از رودخانه میزوری در عبور از نبراسکا